# Szumsk-Sodowo
Szumsk-Sodowo – część wsi Szumsk położona w Polsce, w województwie mazowieckim, w powiecie mławskim, w gminie Dzierzgowo.
W latach 1975–1998 miejscowość administracyjnie należała do województwa ciechanowskiego.